# ATL (реклама)
ATL (аббр. англ. above-the-line «над чертой») — прямое продвижение в традиционных маркетинговых каналах, которые дают большой охват(направленность идёт на широкие массы): объявления и рекламные ролики в СМИ, наружная реклама. Противоположность BTL-рекламы.
Целевыми аудиториями (ЦА) ATL-рекламы являются самые широкие (массовые) социальные группы населения. Широкий охват ATL-рекламы и высокий уровень её воздействия на ЦА обуславливают высокую абсолютную стоимость этого вида рекламы.

## Примечание
1. ↑  Считается, что термины ATL и BTL возникли однажды, когда один из топ-менеджеров крупной компании, занимающейся производством товаров массового потребления, при составлении маркетинговой сметы забыл включить туда массовую бесплатную раздачу товара. Черта под сметой была уже подведена, поэтому дополнительные статьи расходов он вписал под чертой («под чертой» — англ. below the Line, BTL; по аналогии «над чертой» — англ. above the line, ATL).